# Aeroportul Poplar River
Aeroportul Poplar River (IATA: XPP, ICAO: CZNG) este un aeroport din Manitoba, Canada.
Situat la o altitudine de 222 m, aeroportul dispune de o singură pistă.